# Gela
Gela je mesto s 77.000 prebivalci v Italiji, ki se nahaja v pokrajini Caltanissetta na Siciliji. V bilžini mesta se v Sredozemsko morje izliva istoimenska reka Gela.